# Fabrizio Ciocale
Fabrizio Martín Ciocale (San Juan, 8 settembre 1998) è un hockeista su pista argentino.

## Palmarès

### Club

#### Titoli nazionali
- Coppa del Re: 1

Deportivo Liceo: 2021
- Supercoppa di Spagna: 1

Deportivo Liceo: 2021